# Ženja Sarandaliev
Ženja Ivanov Sarandaliev (in bulgaro: Женя Иванов Сарандалиев; 12 maggio 1961) è un ex sollevatore bulgaro che ha gareggiato nella categoria dei pesi mosca (fino a 52 kg.).

## Carriera
Ženja Sarandaliev vanta, a livello internazionale, una doppia medaglia d'argento ottenuta ai Campionati mondiali ed europei di Lubiana 1982 sollevando 245 kg. nel totale, terminando dietro al polacco Stefan Leletko (250 kg.) e davanti all'altro polacco Jacek Gutowski (stesso risultato di Sarandaliev nel totale).